# Rosarium philosophorum
Il Rosarium philosophorum (cioè Rosario dei filosofi, conosciuto anche come Pretiosissimum Donum Dei) è un testo alchemico del XIII secolo, tradizionalmente attribuito ad Arnaldo da Villanova (1235-1315), famoso medico e alchimista dei suoi tempi. L'autore potrebbe essere tuttavia un anonimo della fine del XIV secolo.
La prima pubblicazione a stampa del Rosarium sembra essere una miscellanea pubblicata a Francoforte sul Meno nel 1550, intitolata Alchemia Opuscula complura veterum philosophorum..., di cui esso costituiva la seconda parte.
Il titolo Rosarium non deve far pensare a un'orazione, ma alla simbologia della rosa, che dall'antichità e per tutto il Medioevo rimase, fra l'altro, associata all'idea della perfezione e dell'infinito.

## Descrizione
L'opera contiene fra l'altro 20 illustrazioni che rappresentano i momenti fondamentali dell'opus, il procedimento alchemico che porta alla creazione della pietra filosofale.
Le immagini (che appaiono piuttosto databili al periodo della stampa, che non a quello della scrittura) sono raggruppabili tematicamente come segue:
- prima illustrazione: la fontana di vita o Fons mercurialis, che rappresenta la vitalità del mondo, premessa indispensabile per ogni trasformazione;
- illustrazioni da 2 a 5: la coppia regale, che simboleggia il Sole e la Luna, il maschile e il femminile, il supero e l'infero - insomma l'emblema dei contrari da comporre e trasformare nell'opus alchemicum - che si manifesta in varie forme, fino alla coniunctio;
- con la coniunctio la coppia regale si trasforma in androgino - qui rappresentato come un unico corpo con una testa maschile e una femminile - il che vuol dire che si è completata la prima fase dell'opera; è quindi l'androgino che nelle illustrazioni dalla 6 alla 16 attraversa le successive trasformazioni, fino alla Dimostrazione della perfezione descritta nell'illustrazione 17;
- le ultime 3 figure rappresentano il conseguimento dell'obiettivo mistico, con la conclusiva immagine del Risorto trionfante.

La complessità simbolica e metaforica che lo caratterizzano rendono il Rosarium, oggi, oscuro e di difficile comprensione, essendosi perduti nel tempo la maggior parte dei codici linguistici che vi si utilizzano.
E tuttavia, alla fine di un secolo (il XIX) che, senza altri ausili tecnici che non fossero l'intelligenza e la memoria, aveva espresso un formidabile pensiero filologico, sulla base del quale aveva riletto i testi medioevali e interpretato le culture che ad essi erano sottese, ecco riemergere il Rosarium all'inizio del XX secolo, nell'ambito della ricerca sul pensiero simbolico e mistico aperta dallo studioso viennese Herbert Silberer, dove per la prima volta (siamo nel 1914) si ipotizzavano legami tra l'alchimia e la psicologia dell'inconscio.
È per queste vie che esso arriva a Jung, che era fra l'altro dotato di una profondissima erudizione, e attentissimo a fondare le proprie ipotesi psicologiche su tracce linguistiche, storiche e, appunto, filologiche.
Sulla base di tali ricerche egli si convince che l'alchimia è stata, oltre che una sistematizzazione delle conoscenze chimiche dell'epoca, anche la rappresentazione simbolica e la proiezione, attraverso le manipolazioni e le trasformazioni di elementi materiali,  di processi psichici inconsci, e dello sforzo di raggiungere, con quei procedimenti faticosi, rischiosi e profondamente trasformativi, il superamento delle opposizioni psichiche interiori e la liberazione da queste.
Di questo retroscena misterico pare pienamente consapevole il medioevale autore del Rosarium, quando scrive appunto: